# Aniołowie o brudnych twarzach
Aniołowie o brudnych twarzach (ang. Angels with Dirty Faces) – amerykański dramat kryminalny z 1938 roku w reżyserii Michaela Curtiza. Ekranizacja opowiadania Rowlanda Browna, przedstawiająca losy dwóch chłopców pochodzących z ubogiej dzielnicy Nowego Jorku Lower East Side.
W 2024 roku został wprowadzony do Narodowego Rejestru Filmowego Stanów Zjednoczonych jako film „znaczący kulturowo, historycznie bądź estetycznie”.

## Fabuła
Chłopcy Rocky i Jerry ciągle popadają w konflikty z prawem. Po ich kolejnym wybryku Rocky zostaje schwytany przez policję, a Jerry ucieka. Spotykają się po latach.
Przez ten okres wiele się zmieniło – Jerry (Pat O’Brien) został księdzem, a Rocky (James Cagney) z łobuza stał się sławnym gangsterem. Ksiądz ma nadzieje na jego nawrócenie.

## Głosy krytyków
Atutem filmu jest brawurowe aktorstwo: grając wielokrotnie przegranego życiowo Sullivana, Cagney znajduje patos, charyzmę, wiarę w siebie i skuteczność ulicznych sztuczek swojego bohatera. Rocky patrzy z radością i nadzieją na przyjaciela z obcego już świata, w którym nie potrafi – czy nie chce – znaleźć; a może to ks. Jerry nie potrafi dotrzeć do swego druha z młodości?